# Lona von Zamboni
Helene Zamboni von Lorberfeld, beter bekend als Lona von Zamboni (Neuwaldegg, 1876 of 1877 – Wenen, 1945), was een Oostenrijks beeldhouwster en kunstschilderes.

## Biografie
Zamboni werd geboren als dochter van een majoor. In eerste instantie wilde Zamboni schilderes worden, waarvoor ze vanaf 1902 een studie tekenkunst aan de Hogeschool voor Toegepaste Kunsten in Wenen, als leerlinge van Carl Otto Czeschka. Ze maakte haar studie echter niet af. Uiteindelijk koos ze ervoor om de overstap te maken naar beeldhouwkunst, waarvoor ze in de leer ging bij Franz Metzner. In 1908 verbleef ze voor langere tijd in Rome en van 1912 tot en met 1913 studeerde ze in Frankrijk.
Zamboni maakte portretbustes, thematische schilderijen en insignes, en maakte snel naam als beeldhouwster. In 1910 richtte ze de Vereinigung bildender Künstlerinnen Österreichs op en nam ze deel aan tentoonstellingen als organisator en exposant. Voor de tentoonstelling Vrouwelijke kunst in 1910 reisde ze samen met Ilse von Twardowski-Conrat door het Verenigd Koninkrijk, België, Nederland en Italië, waar ze op zoek ging naar werken van historische vrouwelijke kunstenaars. Tijdens de Eerste Wereldoorlog legde ze zich toe op het maken van oorlogskunst: ze maakte insignes, sculpturen met oorlogstaferelen en portretbustes van militaire figuren.

## Tentoonstellingen
- Weense Kunsttentoonstelling (1908);
- Vrouwelijke kunst, Wiener Secession (1910);
- Tentoonstelling van de Vereinigung bildender Künstlerinnen Österreichs, Wenen (1910-1913);
- Kunstenaarsvereniging, (1911);
- Galerie Arnot, Wenen (1911).

## Werken
- Die Schleppe, 1900-1910
- Portretreliëf van Paus Pius X, 1908[3]
- Buste van keizer Frans Jozef I van Oostenrijk, 1910[4]
- Christus und die Schächer, 1910[4]
- Mater dolorosa, omstreeks 1911[1]
- Buste van generaal Josef Roth van Limanowa-Łapanów, 1916[5]
- Buste van aartshertog Frans Salvator van Oostenrijk, 1916[6]
- Reliëfgroep Die Erstürmung der Forame, Standschützendenkmal, Sillian, 1917[7]
- Graf van Max Ritter von Förster, Weense Algemene Begraafplaats, 1918

### Galerij

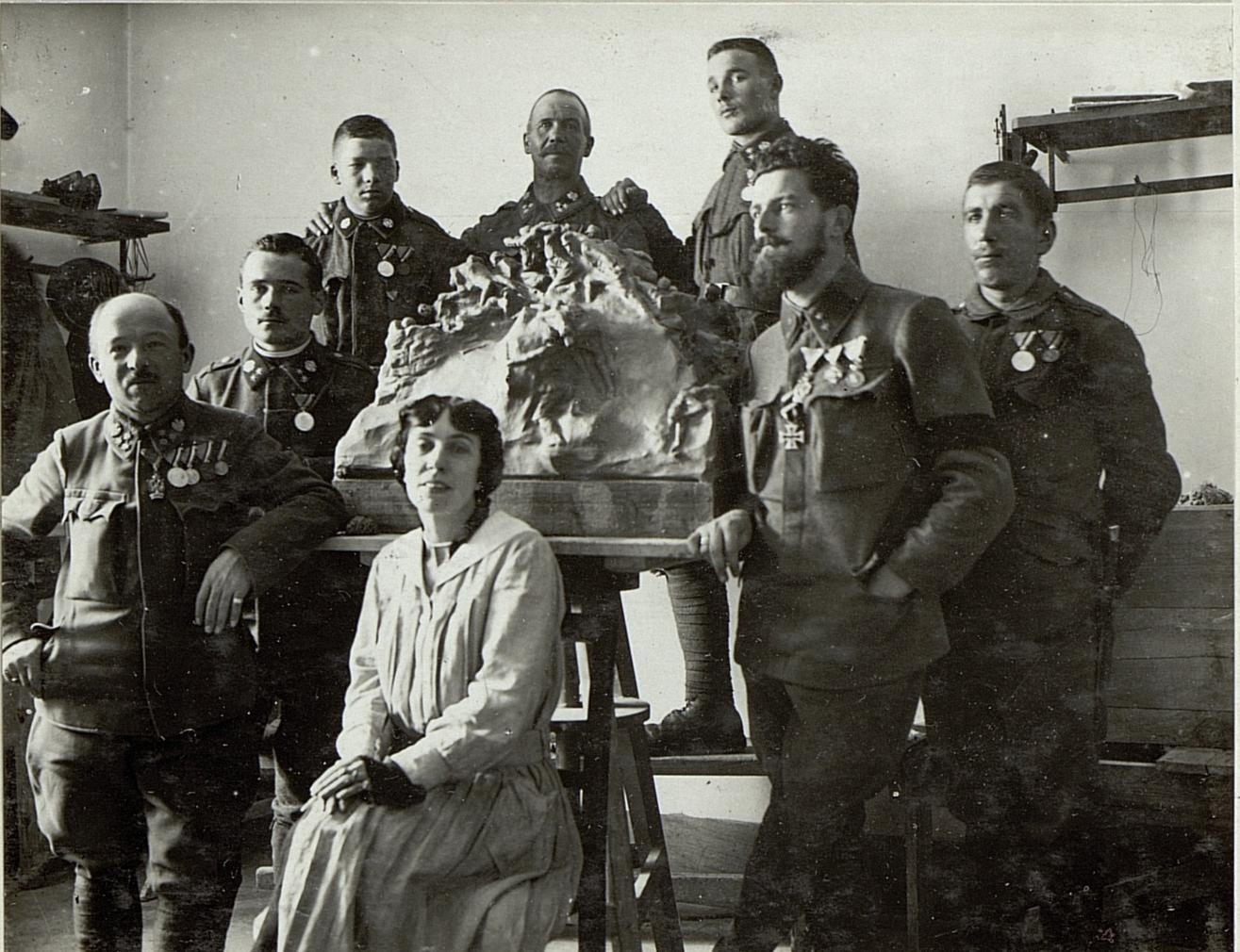
Zamboni met legerofficieren en haar kunstwerk Die Erstürmung der Forame (1916)
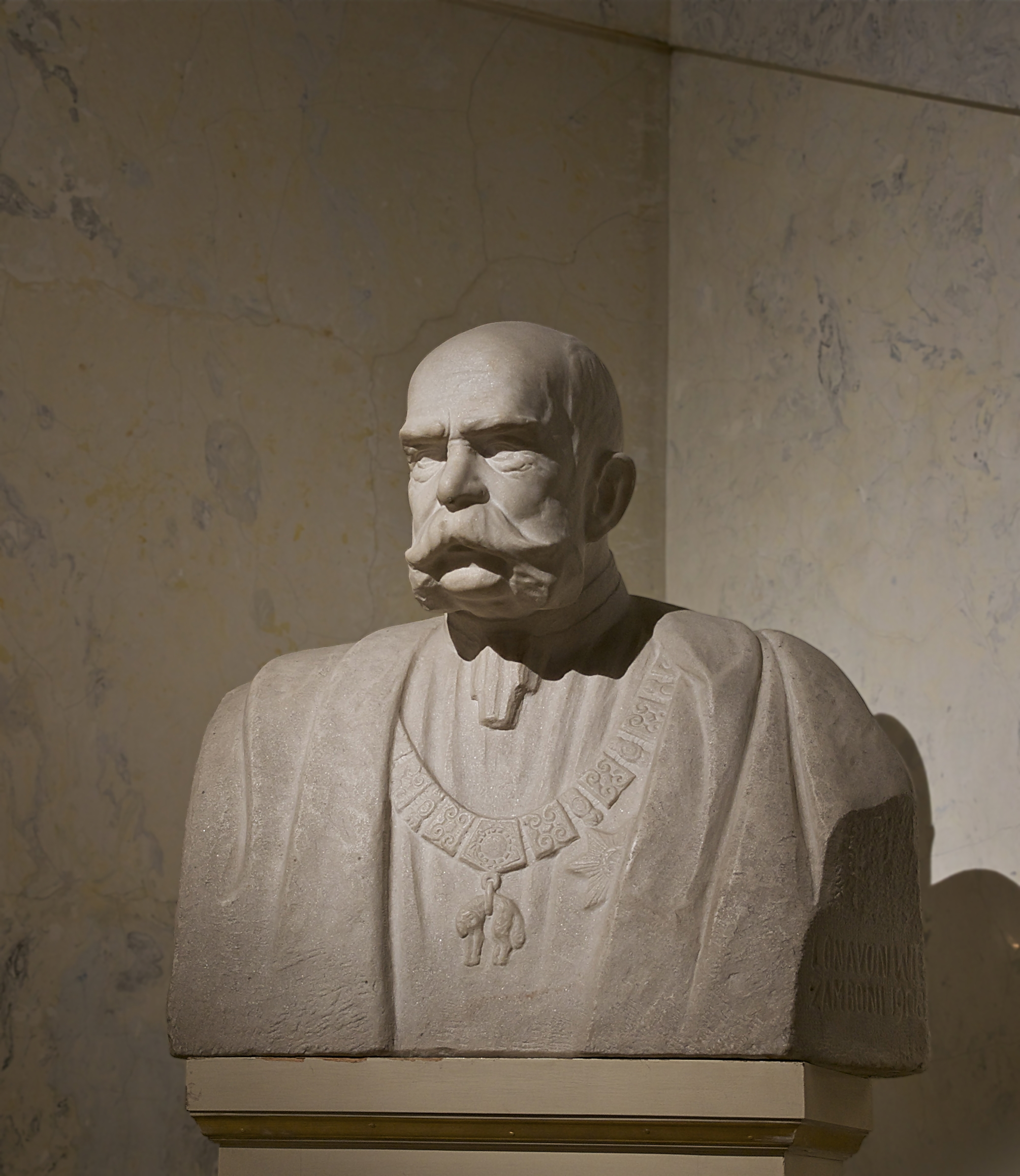
Buste van aartshertog Frans Salvator van Oostenrijk (1916)
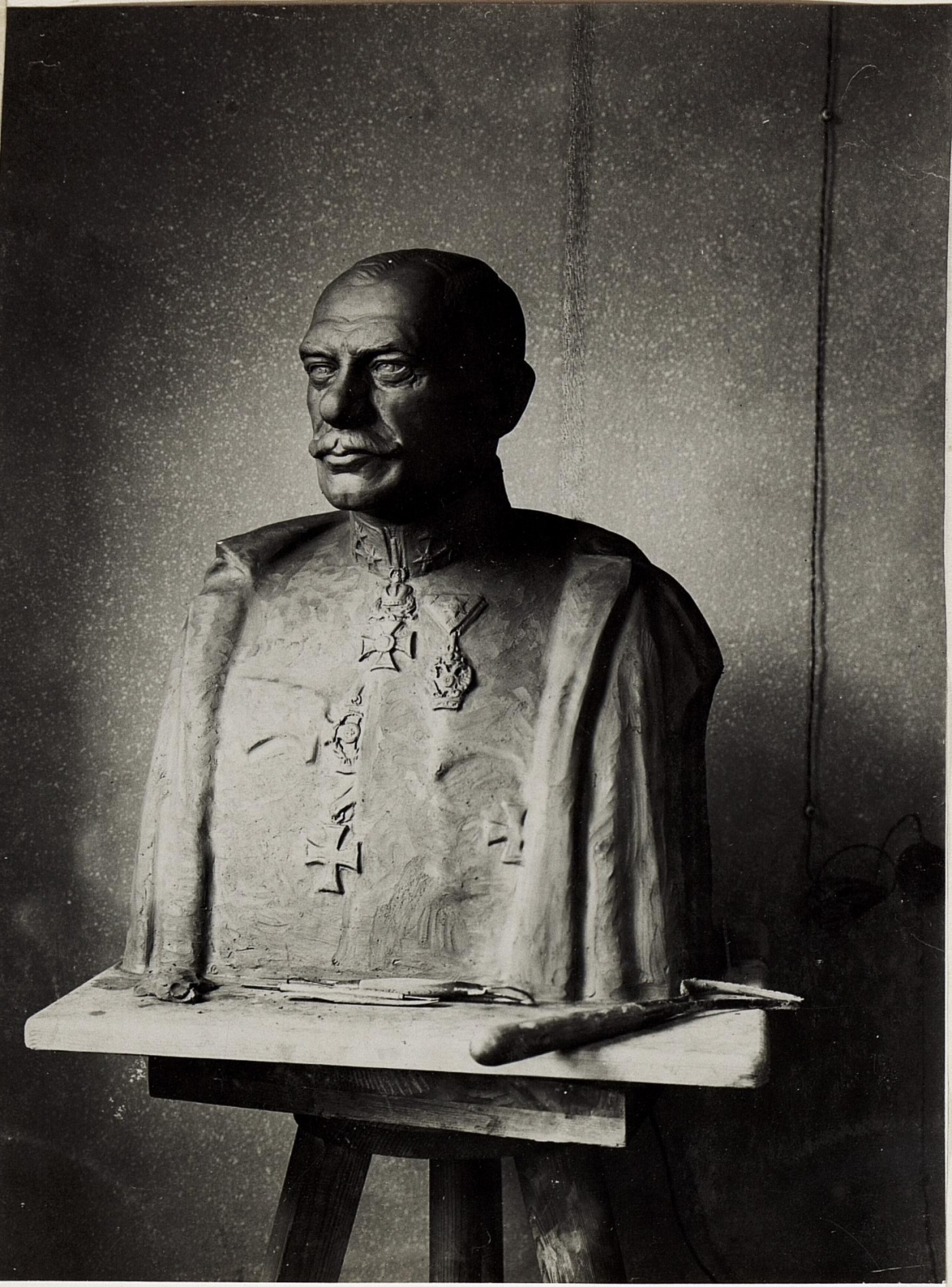
Buste van generaal Josef Roth van Limanowa-Łapanów (1916)
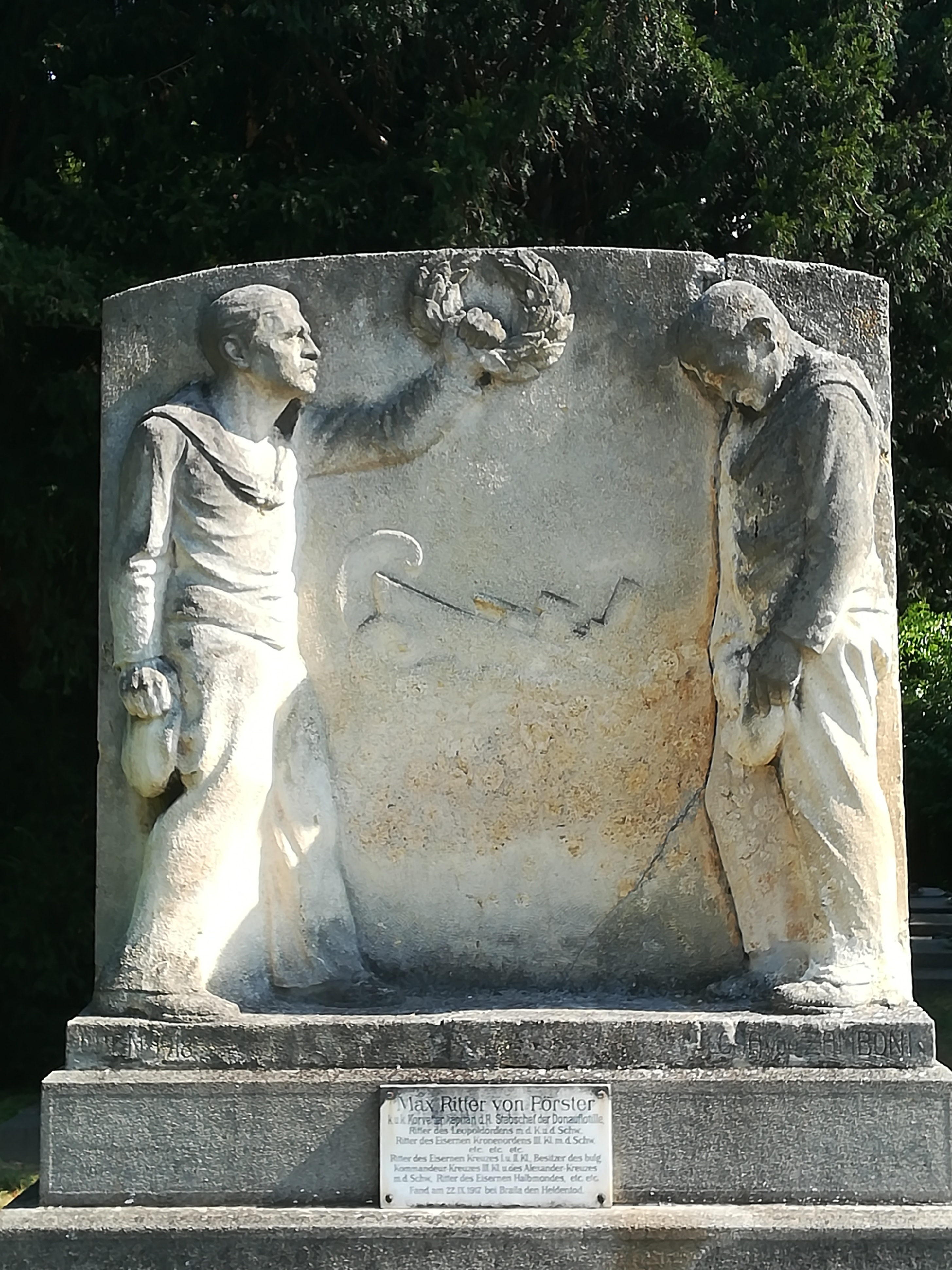
Graf van Max Ritter von Förster (foto: 2018)

## Onderscheidingen
- Pro Ecclesia et Pontifice (1909)[3]